# Marisa Monte
Marisa de Azevedo Monte (* 1. července 1967 Rio de Janeiro) je brazilská zpěvačka, kytaristka a skladatelka. Patří k nejúspěšnějším interpretům žánru Música popular brasileira. Své skladby vydává ve vlastní produkci. Její tvorba propojuje tradici samby s moderní pop music, doprovází se na tradiční nástroj cavaquinho.
Pochází z rodiny s italskými kořeny a zpočátku studovala operní zpěv. V patnácti letech začala vystupovat v muzikálech a v roce 1989 vydala první sólovou desku. V roce 2002 založila spolu s Arnaldem Antunesem a Carlinhosem Brownem skupinu Tribalistas, která vydala stejnojmenné album.
Vystupovala na závěrečném ceremoniálu Letních olympijských her 2012.
Je držitelkou čtyř cen Latin Grammy Award. V roce 2014 získala vyznamenání Ordem do Mérito Cultural.

## Diskografie
- 1989: Marisa Monte
- 1991: Mais
- 1994: Verde, Anil, Amarelo, Cor-de-Rosa e Carvão
- 1996: Barulhinho Bom
- 2000: Memórias, Crônicas, e Declaracões de Amor
- 2003: Os Tribalistas
- 2006: Universo ao Meu Redor
- 2006: Infinito Particular
- 2011: O Que Você Quer Saber de Verdade